# ناحیه ساند بیچ، میشیگان
ناحیه ساند بیچ (به انگلیسی: Sand Beach Township) یک منطقهٔ مسکونی در ایالات متحده آمریکا است که در شهرستان هورون، میشیگان واقع شده‌است.
 ناحیه ساند بیچ ۹۴٫۹ کیلومتر مربع مساحت و ۱٬۴۷۰ نفر جمعیت دارد و ۲۱۳ متر بالاتر از سطح دریا واقع شده‌است.